# Golfinho-clímene
O golfinho-clímene (Stenella clymene) é um cetáceo da família dos delfinídeos encontrado em águas tropicais e temperadas do oceano Atlântico. É o único caso confirmado de especiação híbrida em mamíferos marinhos, sendo descendente do golfinho-rotador e do golfinho-riscado.

## Taxonomia
O golfinho-clímene foi formalmente descrito pela primeira vez por John Edward Gray em 1846, embora Gray só lhe atribuiu o nome atual quatro anos depois, em 1850, o que é incomum. A partir de então, até uma reavaliação em 1981, foi considerado uma subespécie do golfinho-rotador (Stenella longirostris).
Em 1981, Perrin et al. afirmou a existência do golfinho-clímene como espécie separada. Até aquele momento, como a espécie era relativamente remota e considerando a semelhança já relatada, não foi muito estudada. Traços anatômicos e comportamentais sugeriram que é uma espécie híbrida do golfinho rotador e do golfinho-riscado. A hipótese foi confirmada por testes de DNA, que mostraram que é de fato uma espécie híbrida.
Os nomes populares e científicos da espécie são provavelmente derivados da mitologia grega de Clímene e Oceânides, embora também tenha sido argumentado que pode ser originado da palavra grega para "notório."

## Descrição
É muito parecido com o golfinho-rotador. De perto, é possível observar que o bico do golfinho-clímene é ligeiramente mais curto que o de seu parente. A barbatana dorsal também é menos ereta e triangular.
Sua cor básica é o "cetáceo napolitano" - ocorre em três camadas sombreadas - sendo a parte inferior branca. Em seguida, uma faixa cinza claro vai logo acima do bico, ao redor de cada lado do olho e volta para a cauda, onde a faixa fica mais espessa. A camada superior, da testa, ao longo do dorso até a barbatana dorsal e descendo até o topo da cauda, é cinza escuro. O bico, os lábios e as nadadeiras também são cinza-escuros.
O golfinho-clímene cresce a até cerca de 2 m (6,6 pé) de comprimento e 75–80 kg (170–180 lb) de peso.

## Comportamento e biologia

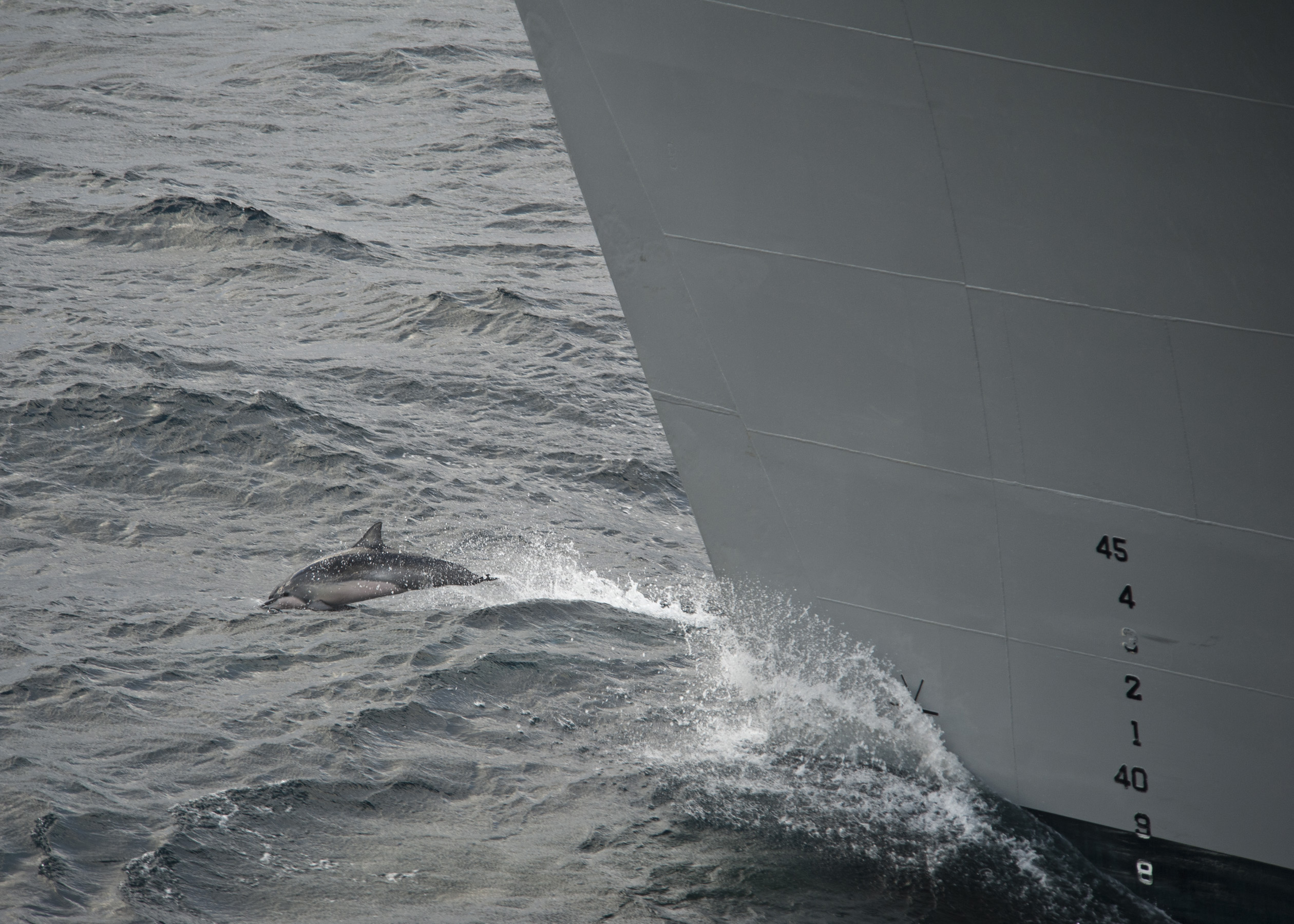
Golfinho-clímene surfando na proa do USNS Supply

A espécie passa a maior parte de sua vida em águas com mais de 100 m (330 pé) de profundidade, mas ocasionalmente se move para regiões costeiras mais rasas. Alimenta-se de lulas e pequenos peixes de cardume, caçando à noite ou em águas mesopelágicas, onde a luz é limitada. Entre seus predadores está o tubarão-charuto, como evidenciado por marcas de mordidas vistas em vários animais.
São golfinhos bastante ativos. A espécie gira longitudinalmente ao saltar para fora da água, mas não com tanta regularidade e complexidade quanto o golfinho-rotador. Também se aproxima de barcos e surfa nas ondas de sua proa. Os tamanhos dos grupos variam de apenas quatro até cerca de 150 indivíduos, embora cerca de quarenta seja o típico. Muitos desses grupos parecem ser do mesmo sexo e também separados pela idade aproximada de seus membros. Também são altamente vocais, emitindo assobios curtos em uma faixa de 6–19 kHz.
Não há números disponíveis para o tamanho da espécie ao nascer. Os períodos de gestação, lactação e maturação são todos desconhecidos, mas é improvável que variem muito em relação às demais espécies do gênero Stenella. Sua longevidade também é desconhecida, embora pelo menos um golfinho-clímene de dezesseis anos tenha sido relatado a partir de um encalhe.

## População e distribuição
É endêmico do Oceano Atlântico. Sua extensão total ainda é pouco conhecida, principalmente em seu extremo sul. As espécies certamente preferem águas temperadas e tropicais. O extremo norte de sua abrangência estende-se aproximadamente de Nova Jersey, no leste-sudeste, ao sul do Marrocos. A ponta sul vai de algum lugar ao redor de Angola até o Rio de Janeiro. Aparentemente a espécie prefere as águas profundas. Numerosos avistamentos foram registrados no Golfo do México. A espécie não foi avistada, no entanto, no Mar Mediterrâneo.
A população total é desconhecida. A única estimativa populacional disponível se limita ao trecho norte do Golfo do México, onde 6.500 golfinhos-clímenes foram relatados. No entanto, suspeita-se que existam três populações bem definidas no Oceano Atlântico, localizadas no Atlântico Norte, Atlântico Sul e Golfo do México. Com base em pesquisas mais recentes, presume-se que os golfinhos-clímenes do Atlântico Sul e do Golfo do México se movam entre essas duas populações, enquanto a população do Atlântico Norte parece estar mais isolada. A espécie pode ser naturalmente rara em comparação com outras do gênero Stenella.

## Interação com humanos
A espécie é alvo da pesca no Caribe. Na África Ocidental, relatou-se sua captura em redes. Em Gana, o golfinho-clímene é a espécie de cetáceos mais comumente capturada.

## Conservação
Em 2018, a União Internacional para a Conservação da Natureza (IUCN) classificou a espécie como "pouco preocupante". A IUCN justificou tal classificação diante de sua abundância moderada e a falta de evidências de que existem ameaças generalizadas em toda sua abrangência. No entanto, a entidade observou que é uma espécie pouco estudada e desconhecida, de modo que não havia dados completos e a classificação era "provisória".